# Opera Mobile
Opera Mobile je webový prohlížeč pro chytré telefony a tablety vytvořený norskou firmou Opera Software. První verze byla vydána v roce 2000.
V roce 2013 je Opera Mobile dostupná pro zařízení s operačním systémem Android, S60, Windows Mobile, Maemo a MeeGo.
Opera Mobile byla v roce 2012 nejrozšířenější webový prohlížeč pro chytré mobilní telefony.

## Historie
První zařízení, které požívalo mobilní verzi Opery, byl Psion Series 5, Psion Series 5mx, Psion Series 7 a poté Psion netBook. Používaly verzi 3.6 vydanou v roce 2000.
Opera byla portována na Windows Mobile v roce 2003.
Verze 6.0 byla první vydaná verze. První update na verzi 6.01 přišel 25. června 2003. Přinesl především opravu některých chyb.
Verze 6.10 vydaná 27. října 2003 přinesla několik vylepšení v uživatelském rozhraní, zvýšeném výkonu a o něco lepší rendering stránek. Byla to první verze, která podporovala proxy servery, WAP stránky a jako první byla lokalizována do 9 různých jazyků.
Verze 8.0 byla vydána skoro dva roky po předchozí verzi a to 13. června 2005. Tato verze již vyžadovala Symbian OS 7, ačkoli předchozí verze fungovaly i na Symbianu 6.1. V této verzi byl představen Opera Mobile Accelerator, což je technologie, kterou Opera používá pro zmenšení objemu dat stránek, který telefony při načtení stránky stahují. V této verzi byla také poprvé implementována podpora pro DHTML a výrazně zlepšena kompatibilita s některými webovými standardy.
Verze 8.5 byla vydána 14. listopadu 2005. Tato verze uvedla správce hesel a funkci automatického vyplňování. Přidáno bylo pár dalších jazyků v lokalizaci a byla vylepšena stabilita aplikace.
Verze 8.6 byla vydána 5. dubna 2006. Jako první verze podporovala Symbian OS 9. Novinkou byla možnost mít otevřeno několik oken, automatické dokončování URL adres a pár změn v uživatelském přizpůsobení. Tuto verzi bylo poprvé možno nastavit jako implicitní (default) prohlížeč, takže se spustila pokaždé, když bylo vyžádáno otevření webové stránky.

## Funkce
- Opera Mobile využívá renderovací jádro Presto.

- Jedna z důležitých funkcí které Opera Mobile nabízí je Opera Turbo. Tato funkce umožňuje komprimovat webové stránky skrze servery Opery a tím omezit objem dat nutných ke stažení. Opera Turbo dokáže zkomprimovat data až o 80 %. Stránky se tak mohou načíst rychleji.

- „Speed Dial“ (Úvodní stránka) je funkce která umožňuje přidávat odkazy na oblíbené stránky prostřednictvím matice náhledů na tyto stránky. Uživatel tak může snadněji přecházet na oblíbené stránky, protože vidí jejich obsah jako miniaturu.

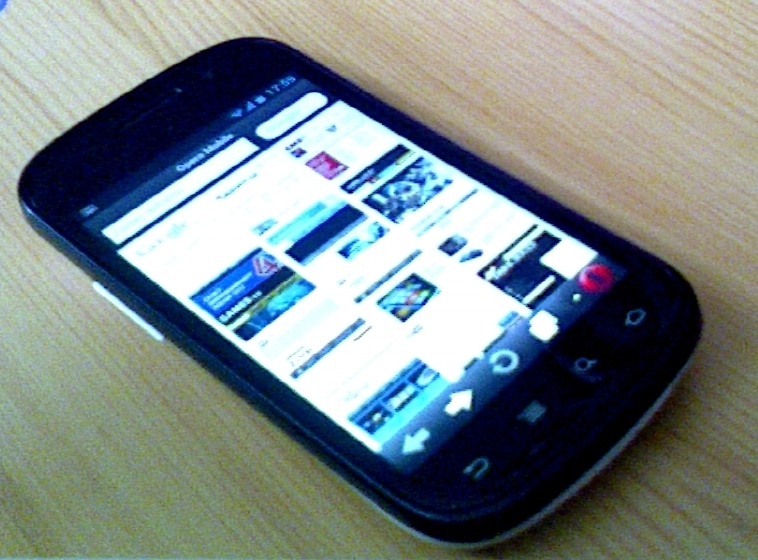
opera mobile na Nexusu S

- Záložky umožňují ukládat oblíbené stránky klasicky jako textový odkaz. Dají se třídit do složek a u každé záložky jde nastavit titulek, který bude zobrazen jako název stránky a samotná URL adresa.

- Opera Link je funkce, která umožňuje sdílet záložky a stránky ve „Speed Dialu“ mezi instalacemi Opery na různých zařízeních. Stránky uložené na svém osobním PC tak můžete mít i na svém mobilním telefonu.

- Opera Mobile obsahuje možnost každou navštívenou stránku uložit do paměti díky funkci "Uložené stránky". Uživatel tak může číst obsah stránek bez přístupu k internetu. Navíc lze každou stránku sdílet díky vestavěné funkci sdílení. Poté se zobrazí seznam aplikací ve vašem telefonu kam lze stránku sdílet.

- Funkce vyhledávání umožňuje na stránce snadno najít hledaný text. Stačí začít psát na klávesnici a prohlížeč automaticky zvýrazňuje odpovídající text.

- Vestavěný správce stahování zobrazit průběh stahovaných souborů a umožňuje stahování pozastavit a znovu spustit.

- Další věci co Opera Mobile obsahuje jsou správce hesel, „pop-up handler“, podporu pro kopírováni a vkládání textu, automatické dokončování adresy, zoomování prsty i tlačítky a historii.

- Prohlížeč lze ovládat buď pomocí dotyku prstu nebo pera na dotykové obrazovce nebo s klávesnicí. Může být zobrazen v režimu na výšku a na šířku.